# Lijst van gemeentelijke monumenten in Borsele
De gemeente Borsele heeft  36 gemeentelijke monumenten. Hieronder een overzicht. 

## Baarland
De plaats Baarland kent 2 gemeentelijke monumenten:
| Object                                  | Bouwjaar | Architect | Locatie           | Coördinaten                   | Nr.        | Afbeelding  |
| --------------------------------------- | -------- | --------- | ----------------- | ----------------------------- | ---------- | ----------- |
| Boerderij                               | 1859     |           | Delische Weg 1    | 51° 24' 18" NB, 3° 53' 17" OL | 0654/WN001 | Upload foto |
| Boerderij, aaneen gebouwd dwarsdeeltype | 1888     |           | Oude Polderdijk 2 | 51° 25' 22" NB, 3° 52' 53" OL | 0654/WN002 | Upload foto |

## Borssele
De plaats Borssele kent 1 gemeentelijk monument:
| Object                                   | Bouwjaar | Architect | Locatie    | Coördinaten                   | Nr.        | Afbeelding  |
| ---------------------------------------- | -------- | --------- | ---------- | ----------------------------- | ---------- | ----------- |
| Varkenkot / Bakkeet bij Hof Reijgersberg |          |           | Kaaiweg 28 | 51° 25' 45" NB, 3° 44' 49" OL | 0654/WN003 | Upload foto |

## Driewegen
De plaats Driewegen kent 1 gemeentelijk monument:
| Object                               | Bouwjaar | Architect | Locatie               | Coördinaten                  | Nr.        | Afbeelding        |
| ------------------------------------ | -------- | --------- | --------------------- | ---------------------------- | ---------- | ----------------- |
| Gemeentehuis in Neorenaissance-trant | 1913     |           | van Tilburghstraat 31 | 51° 25' 1" NB, 3° 48' 18" OL | 0654/WN004 | Meer afbeeldingen |

## Ellewoutsdijk
De plaats Ellewoutsdijk kent 5 gemeentelijke monumenten:
| Object                                            | Bouwjaar  | Architect | Locatie           | Coördinaten                   | Nr.        | Afbeelding  |
| ------------------------------------------------- | --------- | --------- | ----------------- | ----------------------------- | ---------- | ----------- |
| Molenromp van voormalige stellingmolen De Phoenix | 1934      |           | Hooglandsedijk 2a | 51° 24' 11" NB, 3° 49' 32" OL | 0654/WN005 | Upload foto |
| Woning                                            |           |           | Zomerstraat 2     | 51° 23' 23" NB, 3° 48' 60" OL | 0654/WN006 | Upload foto |
| Woning / Winkel                                   |           |           | Zomerstraat 12    | 51° 23' 22" NB, 3° 48' 59" OL | 0654/WN007 | Upload foto |
| Dorpshuis                                         | 19e       |           | Zomerstraat 16    | 51° 23' 21" NB, 3° 48' 59" OL | 0654/WN008 | Upload foto |
| Woning / Winkel                                   | 18e / 19e |           | Zomerstraat 29    | 51° 23' 18" NB, 3° 48' 59" OL | 0654/WN009 | Upload foto |

## Heinkenszand
De plaats Heinkenszand kent 4 gemeentelijke monumenten:
| Object                       | Bouwjaar    | Architect | Locatie              | Coördinaten                   | Nr.        | Afbeelding  |
| ---------------------------- | ----------- | --------- | -------------------- | ----------------------------- | ---------- | ----------- |
| Gereformeerde kerk Maranatha | ca 1886     |           | Dorpsstraat 26       | 51° 28' 24" NB, 3° 48' 49" OL | 0654/WN010 | Upload foto |
| Woning                       |             |           | Dorpsstraat 167      | 51° 28' 8" NB, 3° 49' 15" OL  | 0654/WN011 | Woning      |
| Boerderij                    | 17e/18e/19e |           | Heinkenszandseweg 51 | 51° 27' 57" NB, 3° 48' 55" OL | 0654/WN012 | Upload foto |
| Woning                       |             |           | Het Dijkje 2         | 51° 28' 16" NB, 3° 49' 15" OL | 0654/WN013 | Upload foto |

## Hoedekenskerke
De plaats Hoedekenskerke kent 2 gemeentelijke monumenten:
| Object                        | Bouwjaar | Architect | Locatie        | Coördinaten                   | Nr.        | Afbeelding        |
| ----------------------------- | -------- | --------- | -------------- | ----------------------------- | ---------- | ----------------- |
| Havenlicht van Hoedekenskerke | 1914     |           | Kapuinhoekweg  | 51° 25' 8" NB, 3° 54' 58" OL  | 0654/WN014 | Meer afbeeldingen |
| Boerderij                     | 18e      |           | Moertjesdijk 1 | 51° 26' 28" NB, 3° 54' 41" OL | 0654/WN015 | Upload foto       |

## Kwadendamme
De plaats Kwadendamme kent 2 gemeentelijke monumenten:
| Object                      | Bouwjaar | Architect     | Locatie             | Coördinaten                   | Nr.        | Afbeelding                 |
| --------------------------- | -------- | ------------- | ------------------- | ----------------------------- | ---------- | -------------------------- |
| Pastorie in Overgangsstijl  | 1897     | P.J. van Genk | Johan Frisostraat 5 | 51° 25' 59" NB, 3° 52' 34" OL | 0654/WN016 | Pastorie in Overgangsstijl |
| Boerderij Kaneelpolderhoeve | 1775     |               | Kaneelpolderdijk 1  | 51° 26' 14" NB, 3° 52' 30" OL | 0654/WN017 | Meer afbeeldingen          |

## Nieuwdorp
De plaats Nieuwdorp kent 1 gemeentelijk monument:
| Object                                                         | Bouwjaar | Architect | Locatie      | Coördinaten                   | Nr.        | Afbeelding  |
| -------------------------------------------------------------- | -------- | --------- | ------------ | ----------------------------- | ---------- | ----------- |
| Boerderij, aaneen gebouwd, in elkaars verlengde, dwarsdeeltype | ca 1910  |           | Kasteelweg 3 | 51° 28' 38" NB, 3° 44' 53" OL | 0654/WN018 | Upload foto |

## Nisse
De plaats Nisse kent 1 gemeentelijk monument:
| Object                               | Bouwjaar | Architect | Locatie           | Coördinaten                   | Nr.        | Afbeelding  |
| ------------------------------------ | -------- | --------- | ----------------- | ----------------------------- | ---------- | ----------- |
| Varkenskot bij boerderij Mooie Staak |          |           | Rondepolderdijk 1 | 51° 26' 42" NB, 3° 51' 40" OL | 0654/WN019 | Upload foto |

## Oudelande
De plaats Oudelande kent 2 gemeentelijke monumenten:
| Object                       | Bouwjaar  | Architect | Locatie          | Coördinaten                   | Nr.        | Afbeelding        |
| ---------------------------- | --------- | --------- | ---------------- | ----------------------------- | ---------- | ----------------- |
| Woning                       | 18e / 19e |           | Kruipuitsedijk 3 | 51° 25' 12" NB, 3° 50' 43" OL | 0654/WN020 | Upload foto       |
| Boerderij Het Hof Tiengemete | 1730      |           | Tolhoekweg 1     | 51° 24' 25" NB, 3° 50' 20" OL | 0654/WN021 | Meer afbeeldingen |

## Ovezande
De plaats Ovezande kent 5 gemeentelijke monumenten:
| Object                       | Bouwjaar    | Architect          | Locatie                | Coördinaten                   | Nr.        | Afbeelding        |
| ---------------------------- | ----------- | ------------------ | ---------------------- | ----------------------------- | ---------- | ----------------- |
| Dorpshuis                    | 1912 / 1913 |                    | Hoofdstraat 54         | 51° 25' 45" NB, 3° 49' 16" OL | 0654/WN022 | Dorpshuis         |
| Pastorie                     | 1870 / 1872 |                    | Hoofdstraat 58         | 51° 25' 47" NB, 3° 49' 17" OL | 0654/WN023 | Pastorie          |
| Kerk OLV Hemelvaart          | 1859        | W.J. van Vogelpoel | Hoofdstraat 60         | 51° 25' 47" NB, 3° 49' 15" OL | 0654/WN024 | Meer afbeeldingen |
| Woning in traditionele stijl | ca 1880     |                    | Kerkplein 5            | 51° 25' 42" NB, 3° 49' 19" OL | 0654/WN025 | Upload foto       |
| Boerderij                    | 19e         |                    | 's Heerenhoeksedijk 27 | 51° 25' 54" NB, 3° 46' 3" OL  | 0654/WN026 | Meer afbeeldingen |

## 's-Gravenpolder
De plaats 's-Gravenpolder kent 3 gemeentelijke monumenten:
| Object                                         | Bouwjaar | Architect | Locatie           | Coördinaten                   | Nr.        | Afbeelding  |
| ---------------------------------------------- | -------- | --------- | ----------------- | ----------------------------- | ---------- | ----------- |
| Woning                                         |          |           | Lenshoekdijk 15   | 51° 27' 11" NB, 3° 54' 6" OL  | 0654/WN027 | Upload foto |
| Boerderij 't Hof Zwake in Classicistisch stijl | ca 1870  |           | Lenshoekdijk 17   | 51° 27' 11" NB, 3° 54' 9" OL  | 0654/WN028 | Upload foto |
| Woning                                         | 1777     |           | Provincialeweg 27 | 51° 27' 20" NB, 3° 53' 37" OL | 0654/WN029 | Woning      |

## 's-Heer Abtskerke
De plaats 's-Heer Abtskerke kent 2 gemeentelijke monumenten:
| Object    | Bouwjaar | Architect | Locatie         | Coördinaten                   | Nr.        | Afbeelding  |
| --------- | -------- | --------- | --------------- | ----------------------------- | ---------- | ----------- |
| Boerderij | 1786     |           | Kerkring 13     | 51° 28' 13" NB, 3° 52' 51" OL | 0654/WN030 | Upload foto |
| Woning    | ca 19e   |           | Sinoutskerke 10 | 51° 28' 22" NB, 3° 51' 50" OL | 0654/WN031 | Upload foto |

## 's-Heerenhoek
De plaats 's-Heerenhoek kent 5 gemeentelijke monumenten:
| Object                                                          | Bouwjaar   | Architect | Locatie         | Coördinaten                   | Nr.        | Afbeelding                                                      |
| --------------------------------------------------------------- | ---------- | --------- | --------------- | ----------------------------- | ---------- | --------------------------------------------------------------- |
| Pastorie Huize Pastoraal in Neoclassicistisch / Waterstaatstijl | 1871       |           | Benedenstraat 3 | 51° 27' 6" NB, 3° 46' 7" OL   | 0654/WN032 | Pastorie Huize Pastoraal in Neoclassicistisch / Waterstaatstijl |
| Woonhuis                                                        | 1714       |           | Vleugelhofweg 2 | 51° 28' 15" NB, 3° 46' 31" OL | 0654/WN033 | Upload foto                                                     |
| Boerderij, losse leden in elkaars verlengde                     | ca 1880    |           | Werrilaan 6     | 51° 27' 3" NB, 3° 46' 11" OL  | 0654/WN034 | Upload foto                                                     |
| Boerderij                                                       |            |           | Werrilaan 8     | 51° 27' 3" NB, 3° 46' 13" OL  | 0654/WN035 | Upload foto                                                     |
| Onderwijzerswoning in Overgangsstijl                            | circa 1915 |           | Werrilaan 11    | 51° 27' 5" NB, 3° 46' 13" OL  | 0654/WN036 | Upload foto                                                     |

Borsele  ·
Goes  ·
Kapelle  ·
Middelburg  ·
Schouwen-Duiveland  ·
Terneuzen  ·
Vlissingen